# Andrzej Zeyland
Andrzej Michał Zeyland (ur. 29 listopada 1926 w Poznaniu, zm. 31 maja 1993) – polski poeta i prozaik. 

## Życiorys
Debiutował w 1950 roku na łamach tygodnika "Dziś i Jutro". 
Przez wiele lat pracował jako bibliotekarz Wojewódzkiej Stacji Sanitarno-Epidemiologicznej w Poznaniu.
Mieszkał wraz z żoną Marią Berezowską-Zeylandową w willi Józefa Kostrzewskiego, przy ul. Biskupińskiej 1 na poznańskim Strzeszynie.

## Twórczość
- Powracający Mohikanie
- Królewicz pilnie poszukiwany
- Czas przeszedł obok
- Wyspy Szczęśliwe
- Wyprzedaż snów
- Może jutro
- Portret prawie rodzinny
- Nikt inny
- Konwój
- Wniebowstąpienie magistra Wypanka
- Piętro wyżej - gwiazdy
- Wojna ptaków
- Nienawiść